# Przhevalskiana corinnae
Przhevalskiana corinnae är en tvåvingeart som först beskrevs av Crivelli 1862.  Przhevalskiana corinnae ingår i släktet Przhevalskiana och familjen styngflugor. Inga underarter finns listade i Catalogue of Life.